# Raška (stad)
Raška (Servisch: Рашка) is een gemeente en de hoofdplaats van het gelijknamige district in Servië.
Raška telt 26.981 inwoners (2002). De oppervlakte bedraagt 670 km², de bevolkingsdichtheid is 40,3 inwoners per km².
Tot de gemeente behoren:
- Bela Stena
- Belo Polje
- Beoci
- Biljanovac
- Biniće
- Biočin
- Boroviće
- Boće
- Brvenica
- Brvenik
- Brvenik Naselje
- Crna Glava
- Draganići
- Gnjilica
- Gostiradiće
- Gradac
- Karadak
- Kaznoviće
- Kopaonik
- Korlaće
- Kovači
- Kraviće
- Kremiće
- Kruševica
- Kurići
- Kućane
- Lisina
- Lukovo
- Milatkoviće
- Mure
- Nosoljin
- Novo Selo
- Orahovo
- Panojeviće
- Piskanja
- Plavkovo
- Plešin
- Pobrđe
- Pocesje
- Pokrvenik
- Radošiće
- Rakovac
- Rudnica
- Rvati
- Sebimilje
- Semeteš
- Supnje
- Tiodže
- Trnava
- Varevo
- Vojmilovići
- Vrtine
- Zarevo
- Šipačina
- Žerađe
- Žutice